# گل کاغذی

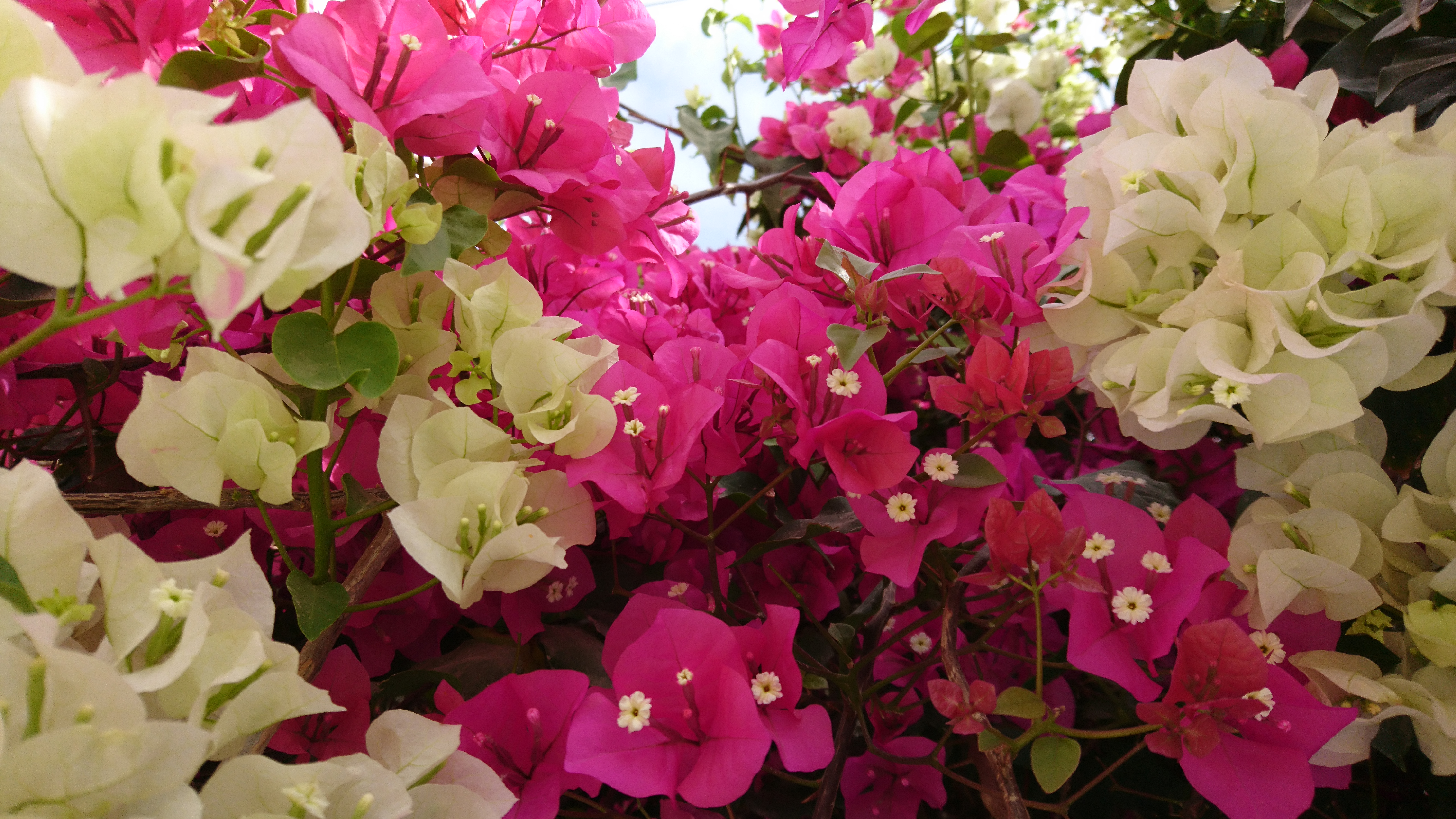
گل کاغذی، بهبهان

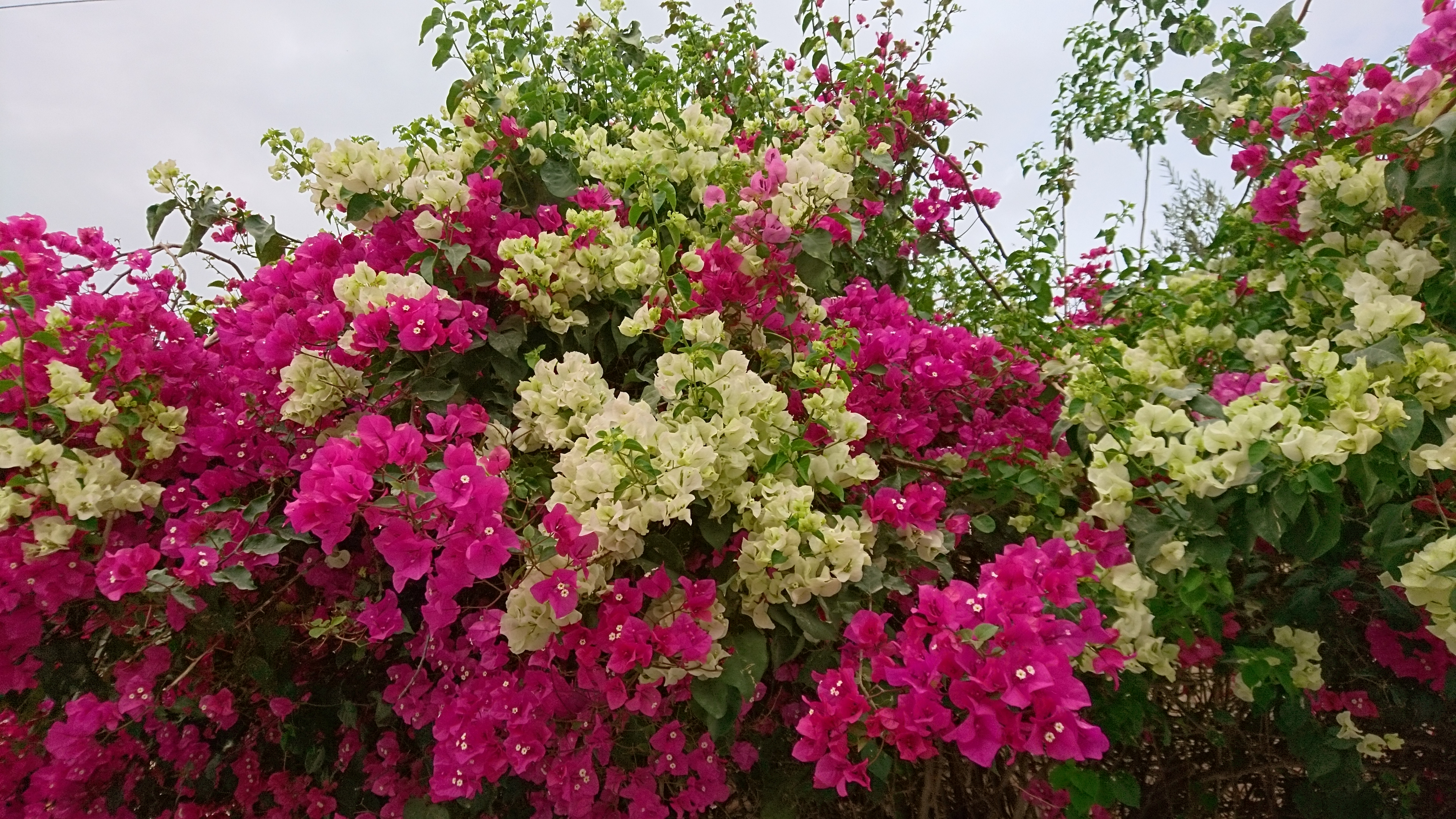
گل کاغذی، بهبهان

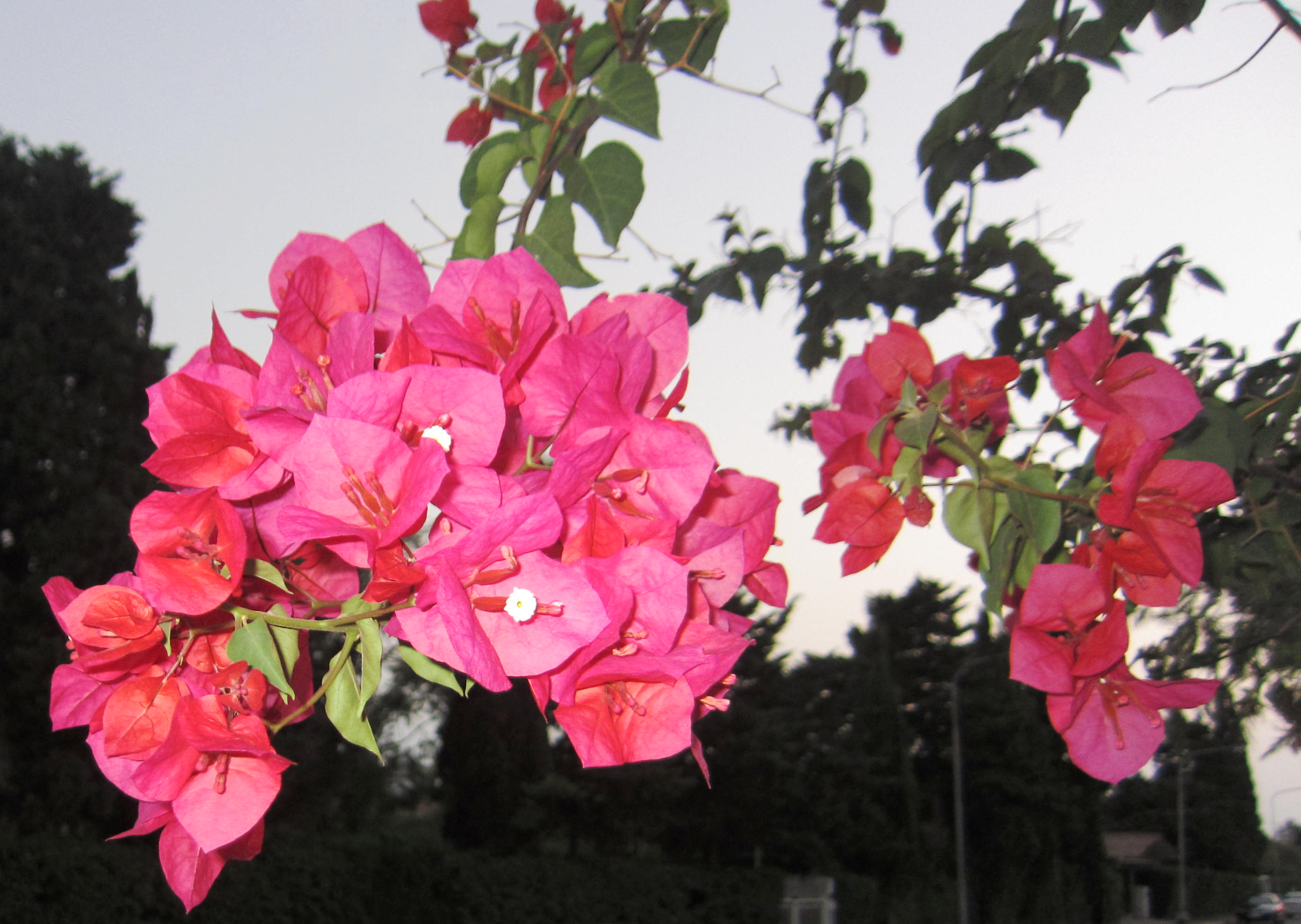
گل کاغذی در خزرشهر، اوایل شهریور

گل کاغذی (نام علمی: Bougainvillea) نام یک سرده از راسته میخک‌سانان است. آنها بومی برزیل، پرو و آرژانتین است. در این جنس بین ۴ تا ۲۲ گونه وجود دارد.
در استان گیلان، مازندران و شهر لار در استان فارس و شهرهای آبادان اهواز، بهبهان، بندر امام خمینی، رامهرمز و دزفول در استان خوزستان و در استان‌های هرمزگان، بوشهر، سیستان و بلوچستان، شهرستان جیرفت و همچنین جزیره کیش و دیگر مناطق استان کرمان نیز به وفور یافت می‌شود، همچنین در شهرستان جم گل‌های کاغذی زیادی در رنگ‌های مختلف دیده می‌شود.

## مشخصات

### گل
گلِ گل کاغذی معمولاً به رنگ قرمز است اما انواع صورتی، سفید و نارنجی آن نیز وجود دارد. تمامی گل‌های گل کاغذی بی‌بو هستند و در بهار و معمولاً ماه اردیبهشت می‌رویند و به مدت یک تا سه هفته بر روی شاخه گیاه می‌مانند. گلِ گل کاغذی گلبرگ‌های بسیار نازک و مانند کاغذ دارد که علت نهادن نام گل کاغذی را بیان می‌کند.

### رشد
گل کاغذی مانند انگور نوعی پیچک است که بسته به نوع نگهداری می‌تواند دور یک میله یا یک ساختمان بپیچد البته اکثر گل کاغذی‌ها را روی دیوار می‌اندازند و رشد گیاه به صورت رونده است. گل کاغذی معمولاً در مناطق مرطوب رشد می‌کند اما در صورت آبیاری مناسب و خاک خوب در دیگر نقاط هم توان رشد خوبی را از خود نشان می‌دهد.

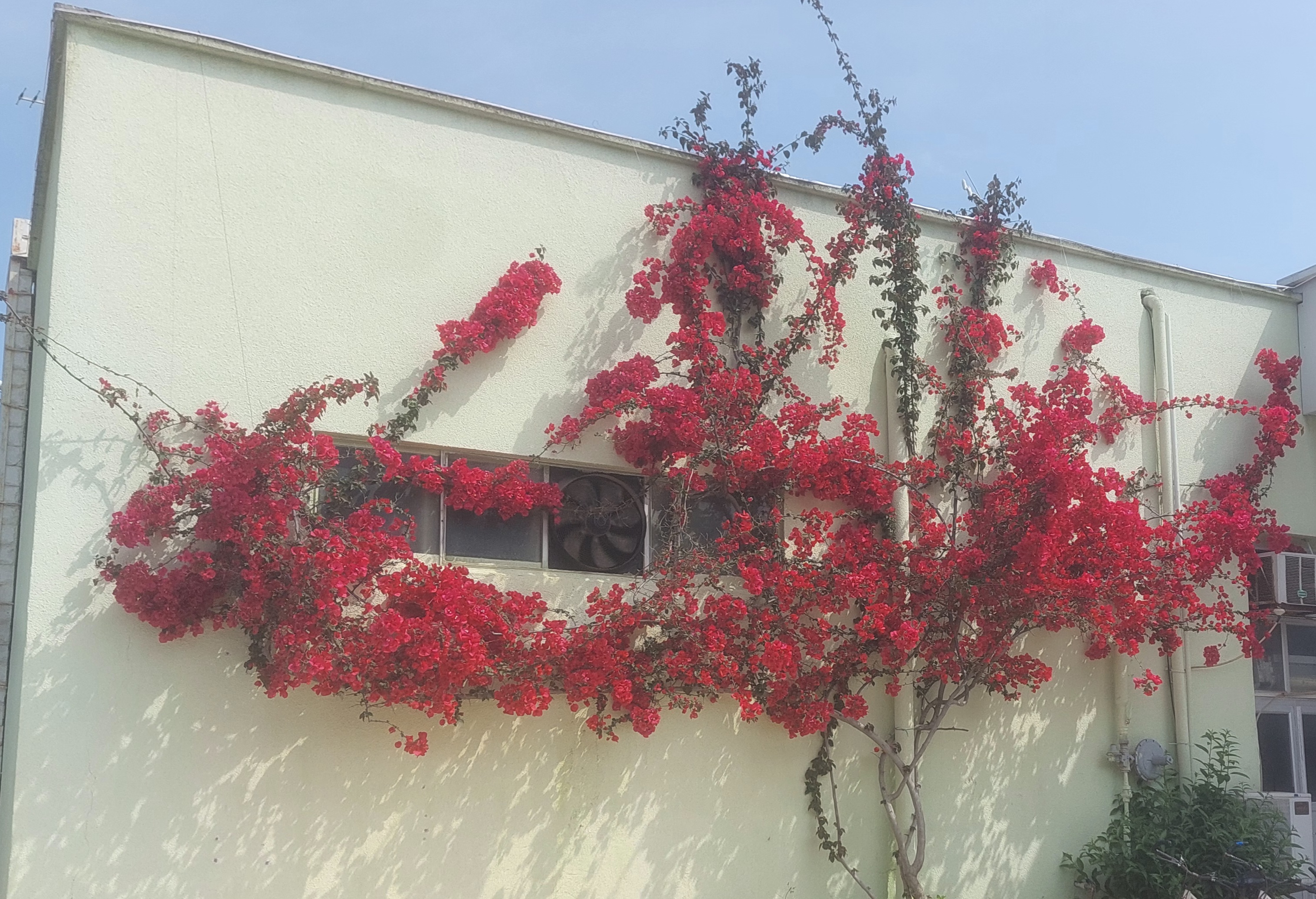
گل کاغذی رونده است

### تکثیر
گل کاغذی را می‌توان از طریق قلمه و خوابانیدن شاخه تکثیر کرد.

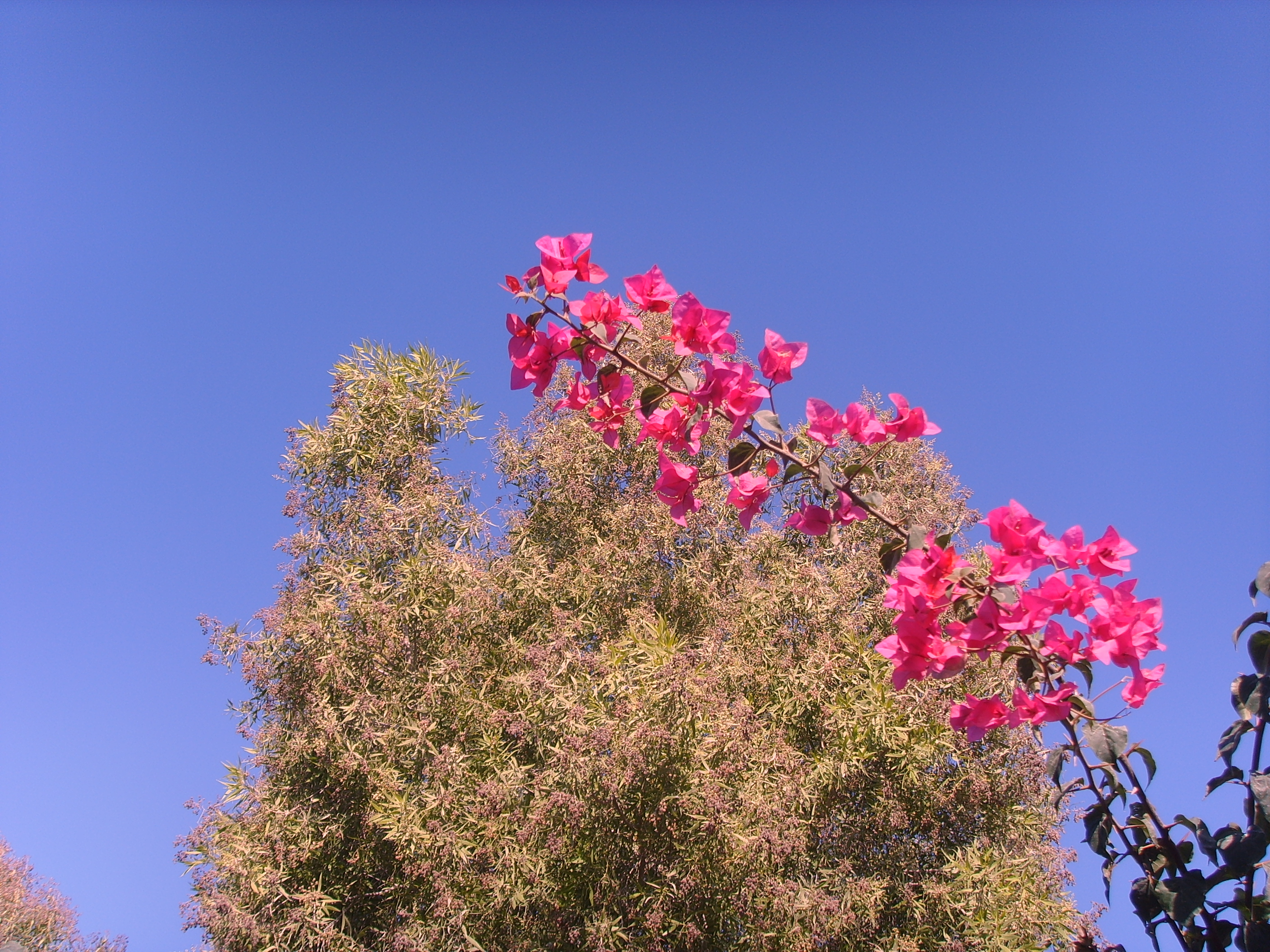
گل کاغذی در جزیرهٔ قشم

### ویژگی‌ها

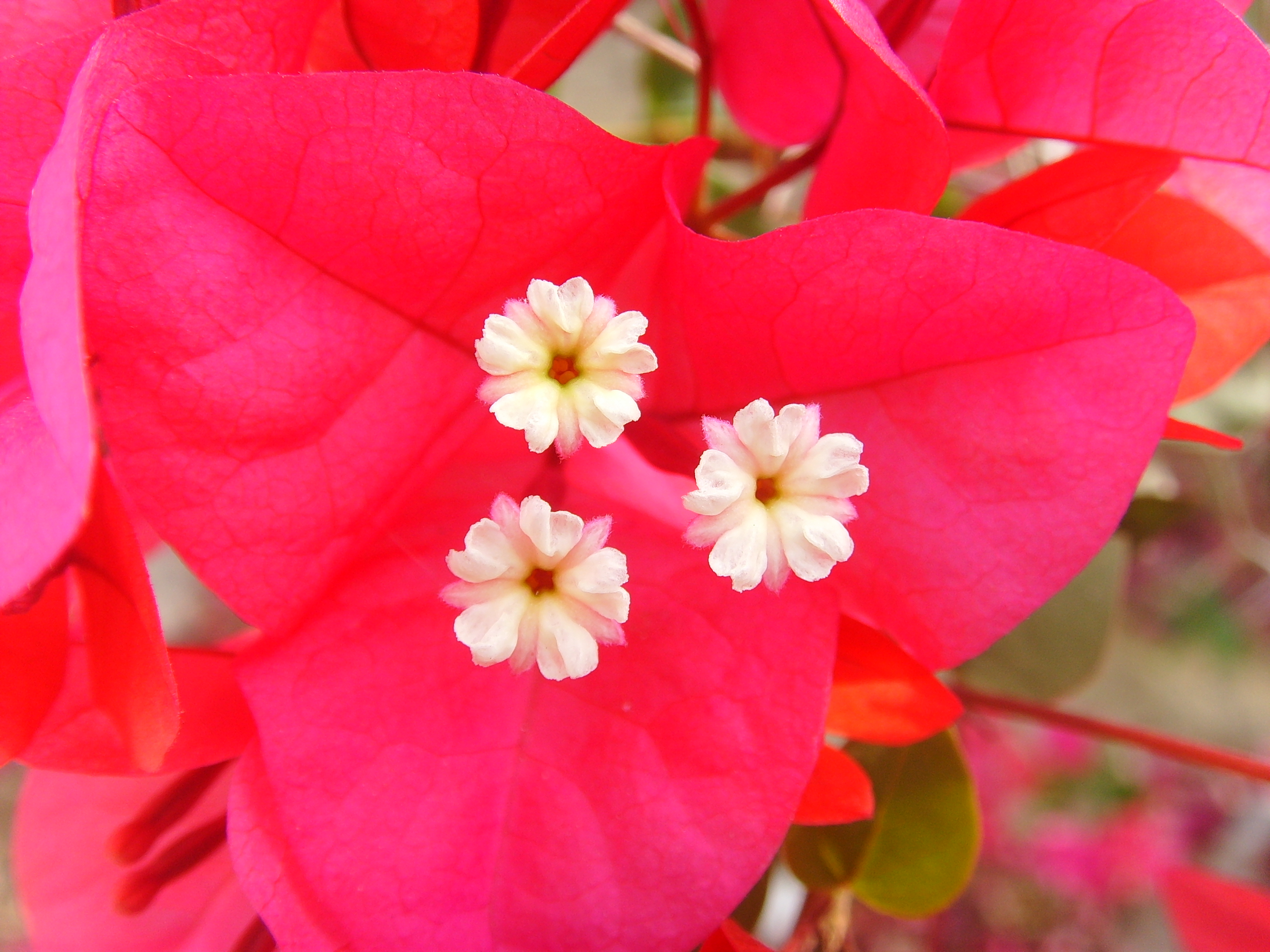
گل کاغذی در جزیرهٔ قشم

بلندی درختچه گل کاغذی می‌تواند به حدود سه متر برسد. برگ‌های این گیاه سبز روشن و بیضی شکل و نوک باریک است. گل آذین آن از نوع پانیکول بوده و به صورت جامی و انتهایی ظاهر می‌شوند. کاسه گل گل کاغذی لوله‌ای، زرد کمرنگ و کوچک بوده فاقد جام گل است؛ ولی دارای براکته‌های رنگین و زیبایی است که اطراف گل‌های کرم رنگ را احاطه نموده‌اند.گل کاغذی به حدود شش ساعت نور نیاز دارد و در نور کم رنگ خود را از دست میدهد. این گل نسبت به بی‌آبی مقاوم است و ترجیح میدهد حدود ۳ تا ۴ هفته یکبار به‌صورت عمیق آبیاری شود.همچنین نسبت به سرما حساس است و در شروع ماه سرما به داخل گلخانه آورده می‌شود.
این گیاه از گونه‌های رایج برای روش کوچک‌سازی (بونسای) است. گل کاغذی نیازبه هرس دارد و می‌توان در فصل زمستان تا یک سوم شاخه‌های ناتوان آن را هرس کرد. این گیاه به نور و حرارت زیاد احتیاج دارد و هوای گرم و خشک را ترجیح می‌دهد. در هر خاکی رشد می‌کند اما به خاک اسیدی با زهکشی عالی و سبک  نیاز دارد و در خاک سنگین و قلیایی گلدهی خوبی ندارد.

### انواع گل کاغذی
- گل کاغذی باشکوه: درختچه‌ای قوی با برگ‌های اصلی سبز بیضی نوک تیز و تعدادی برگه‌های صورتی رنگ (که شبیه گلبرگ است) دارد. این برگه‌ها نمای ظاهری گل را به وجود می‌آورد و پیرامون گل اصلی را گرفته‌اند اما گل اصلی کوچک در وسط این برگه واقع شده‌است. نمونه‌های چدیتر این درختچه برگچه‌هایی به رنگ زرد نارنجی، قرمز شنجرفی دارد و بسیار پرگل‌تر است، در تهران به این نمونه‌ها گل کاغذی مصری می‌گویند چون قلمه‌های آن را از مصر آورده‌اند.
- گل کاغذی گلابرا: گونه اصلی آن از کشور برزیل است. این گیاه بوته ایی و رونده است پوست شاخه‌های آن قهوه‌ای رنگ بوده و تیغ‌های کمانی شکل یک سانتیمتری دارد. رنگ برگ‌های اصلی آن مایل به کبود و برگه‌های اطراف گلش صورتی است. نمونه‌های گلابرا:
- گل کاغذی ساندر: با گل‌های فراوان به رنگ زرد تیره.
- گل کاغذی ابلق: برگ‌هایش ابلق است.
- گل کاغذی سیفری: برگه‌های صورتی پُر رنگ دار.
- گل کاغذی کریمسون لیک: برگه‌های بزرگ بیضی به شنجرفی دارد.
- گل کاغذی خاص: برگه‌های صورتی مایل به بنفش دارد.
- گل کاغذی برزیلی: با برگه‌ها قرمز تند یا قرمز شنجرفی از آن به وجود آمده‌است.
- گل کاغذی رفول ژن: شاخه‌های گلدار آن دراز و آویخته‌است و برگه‌های ارغوانی مایل به بنفش است.

## واریته‌ها
گل قرمزها: برای حالت آویزمانند:
گل بنفش‌ها. مانند:(ر Royalourple,Brasiliensis).
گل نارنجی. مانند:((Albama Sunset گل‌ها به رنگ صورتی برمی گردند.
گل صورتی. مانند:(Walker,Mauree Hatten,Surprise)
گل سفید. مانند:(Summer snow) 
برگ‌های رنگارنگ. مانند:(Raspberryice,Vicky,Mardigras)
قرمز]]

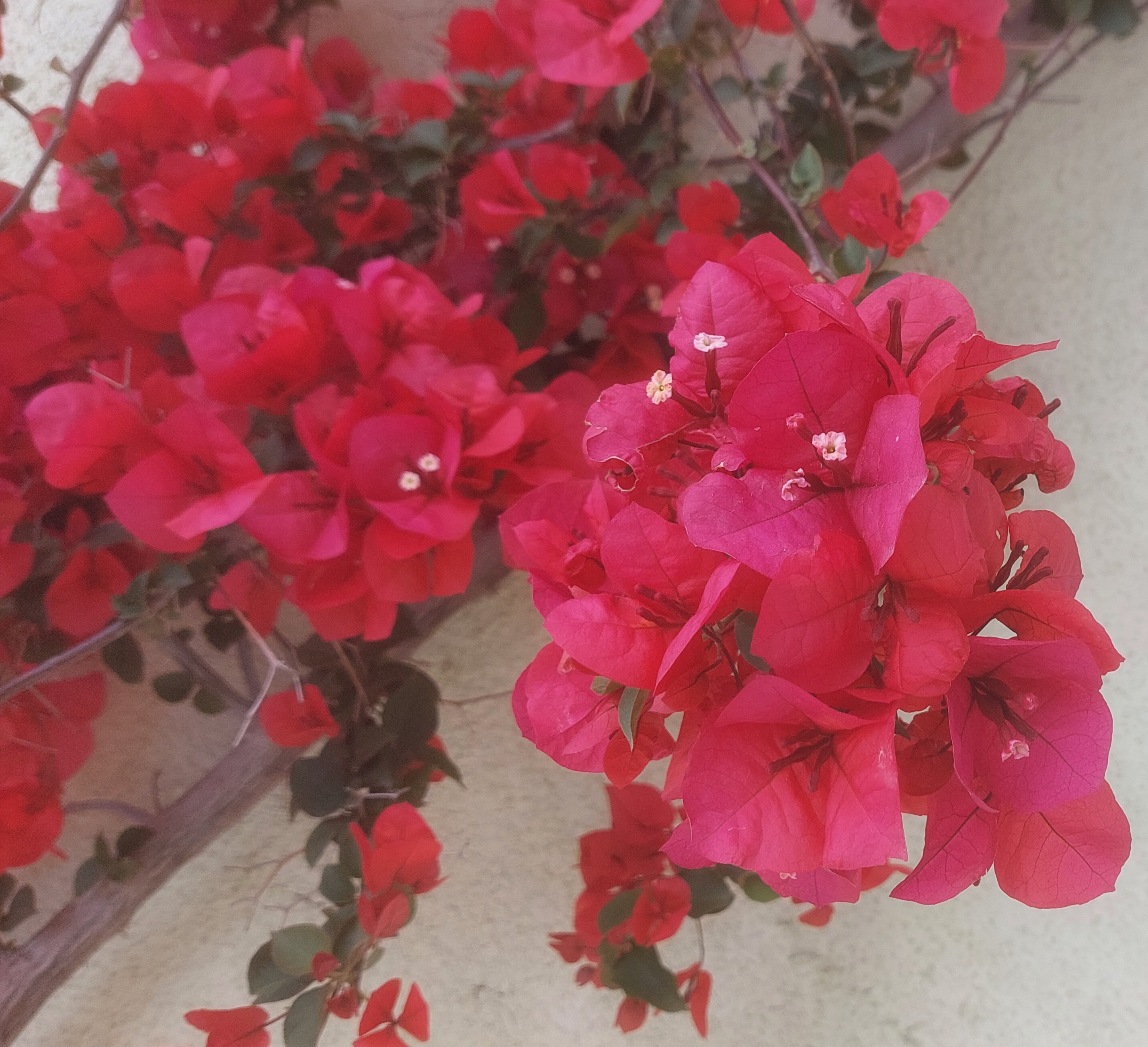
گل کاغذی قرمز

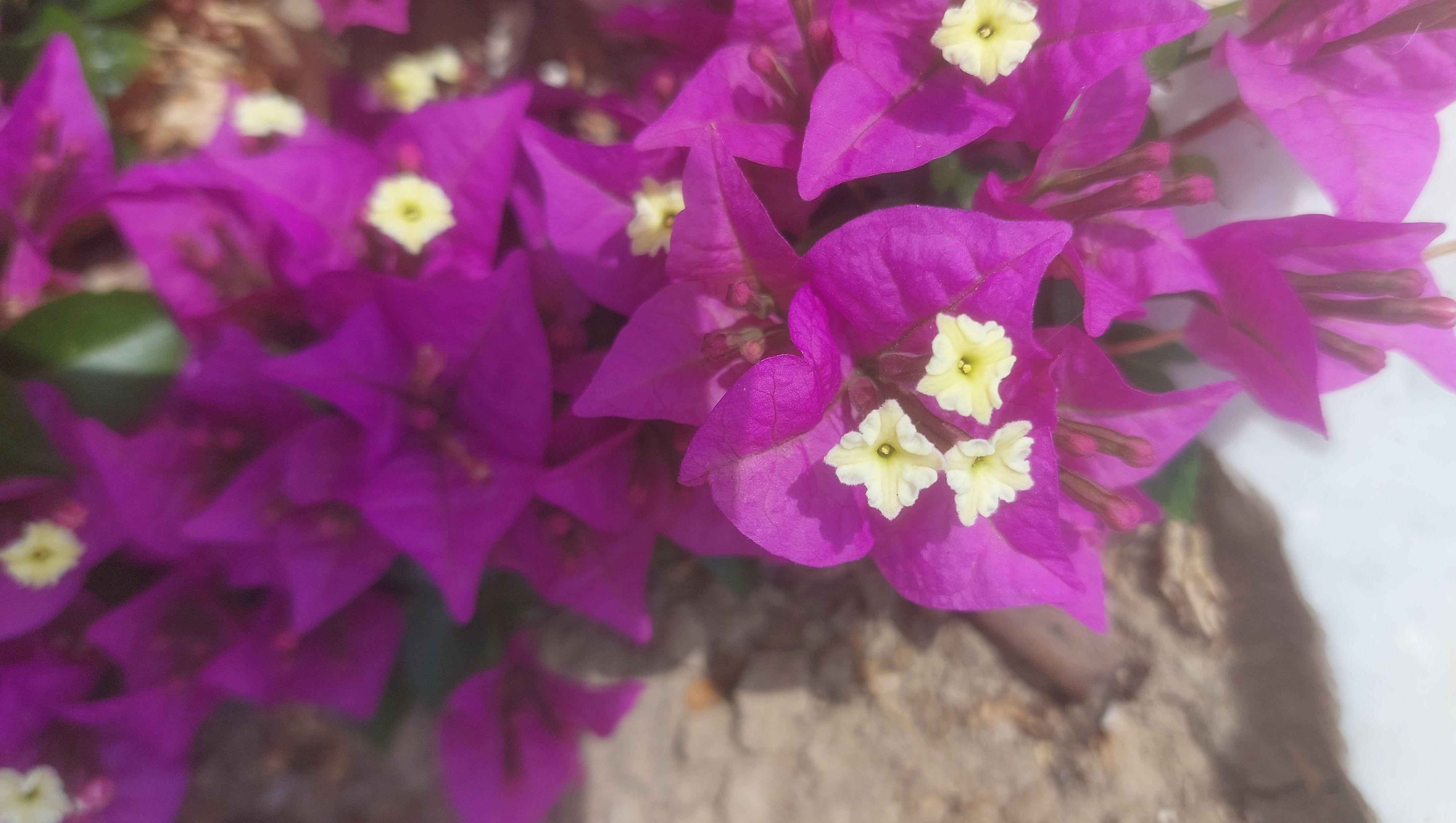
گل کاغذی بنفش

دو گل: گل‌هایی با دورنگ صورتی، قرمز و پرتقالی دارند.
برای تولید شاخه و گل بیشتر در گل کاغذی از افشانه(BA6) استفاده می‌شود. افشانهppm 100-50، یک شبانه روز بعد از اولین برش سرشاخه‌ها (برای واریته‌های متوسط) و ppm 200 (برای واریته‌های قویتر) بهترین نتیجه را می‌دهد. افشانه سوم بعد از بریدن نوبت دوم انجام می‌شود. (BA 6) برای قلمه زدن این گیاه هم بکار می‌رود. اگر از این گیاه به خوبی نگهداری شود، مشکلی را ایجاد نخواهد شد؛ ولی در زمان آفت زدگی می‌توان از قارچ کش‌های معمولی به صورت محلول استفاده کرد. شته و کرم‌ها را می‌توان با رزمیترین، ارتن، و تام کنترل کرد.
در شرایط گلخانه کنه‌های قرمز تارعنکبوتی، شپشک‌های آرد آلود، شته‌ها و سفید بالک‌ها می‌تواند مشکل ساز باشند.

## علت نامگذاری
نام گل کاغذی به طور مستقیم به ویژگی بارز و منحصر به فرد این گیاه اشاره دارد: براکته‌های نازک، ظریف و کاغذ‌مانند که گل‌های واقعی و کوچک آن را احاطه کرده‌اند. این براکته‌ها عامل اصلی زیبایی خیره‌کننده گیاه هستند و دلیل اصلی این نامگذاری می‌باشند. 

### ماهیت واقعی گل
پاراگراف اول: آنچه در نگاه اول به عنوان گل بوگن‌ویلیا دیده می‌شود و در رنگ‌های متنوع و درخشان ظاهر می‌گردد، در واقع گل واقعی گیاه نیست. گل‌های حقیقی بوگن‌ویلیا بسیار کوچک، ساده، معمولاً به رنگ سفید یا زرد کمرنگ و لوله‌ای شکل هستند که در مرکز مجموعه‌ای از برگ‌های تغییر شکل یافته و رنگین قرار دارند. این برگ‌های تغییر یافته و اصلاح شده، براکته (Bract) نامیده می‌شوند. براکته‌ها در بسیاری از گیاهان وجود دارند، اما در بوگن‌ویلیا به شکلی تکامل یافته‌اند که بسیار بزرگ‌تر، رنگین‌تر و جذاب‌تر از گل‌های واقعی هستند و نقش جلب کننده حشرات گرده‌افشان را بر عهده گرفته‌اند. (منبع: Royal Horticultural Society - RHS, "Bougainvillea")
این براکته‌ها هستند که به گیاه ظاهری پرگل و پُرپشت می‌دهند و آن را به یک گیاه زینتی بسیار محبوب تبدیل کرده‌اند. هر خوشه گل‌دار بوگن‌ویلیا معمولاً از سه براکته رنگی بزرگ که به دور یک خوشه کوچک از سه گل واقعی قرار گرفته‌اند، تشکیل شده است. بنابراین، منشأ اصلی زیبایی و رنگ‌آمیزی چشمگیر بوگن‌ویلیا، این براکته‌های کاغذی است، نه گل‌های کوچک و نامحسوس مرکزی. (منبع: Missouri Botanical Garden, "Bougainvillea spp.")

### ویژگی‌های فیزیکی براکته‌ها
براکته‌های بوگن‌ویلیا دارای بافتی بسیار نازک، ظریف و خشک هستند که به شدت به کاغذ کاهی یا کاغذ کرپ شباهت دارد. این نازکی باعث می‌شود که براکته‌ها نور را به زیبایی از خود عبور دهند و درخشش خاصی پیدا کنند، به خصوص زمانی که خورشید از پشت به آن‌ها می‌تابد. بافت آن‌ها فاقد آب‌دار بودن و گوشتی بودن گلبرگ‌های واقعی بسیاری از گلهاست و در لمس، کاملاً خشک و شکننده احساس می‌شوند. (منبع: University of Florida IFAS Extension, "Bougainvillea")
ساختار سلولی این براکته‌ها به گونه‌ای است که ضخامت بسیار کمی دارند. این نازکی و خشکی بافت، آن‌ها را در برابر عوامل محیطی مانند باد و باران‌های شدید، کمی آسیب‌پذیرتر از گلبرگ‌های گوشتی می‌کند، اما به طور همزمان، طول عمر نسبتاً خوبی (چند هفته) روی گیاه دارند. اگر به دقت به یک براکته نگاه کنید، می‌بینید که رگبرگ‌های ظریفی دارد و گاهی اوقات حتی کمی چروک یا موج‌دار به نظر می‌رسد، دقیقاً مانند یک تکه کاغذ مچاله شده که صاف شده باشد. (منبع: Botanic Gardens Conservation International - BGCI, "Bougainvillea glabra")

### دلیل تکاملی و سازگاری
تولید براکته‌های نازک و کاغذی نسبت به تولید گلبرگ‌های گوشتی و پرآب، به انرژی و منابع (به خصوص آب) بسیار کمتری نیاز دارد. این یک مزیت تکاملی بزرگ در مناطق گرم و خشک و زیستگاه‌های اصلی این گیاه (مانند برزیل، پرو) است. گیاه می‌تواند با صرف حداقل منابع، حداکثر جذابیت بصری را برای جلب گرده‌افشان‌ها ایجاد کند. (منبع: Journal of Arid Environments, "Ecophysiological adaptations in Bougainvillea")
براکته‌های کاغذی، به رغم نازکی، بسیار بادوام هستند. آن‌ها برخلاف گلبرگ‌های نازک و زودپژمرده بسیاری از گلها، می‌توانند هفته‌ها روی گیاه باقی بمانند و ظاهر رنگین خود را حفظ کنند. این دوام طولانی، شانس گیاه را برای جذب گرده‌افشان‌ها در یک دوره زمانی گسترده‌تر افزایش می‌دهد. همچنین، رنگدانه‌های قوی در این براکته‌ها (بتالائین‌ها) در برابر تابش شدید آفتاب مناطق گرمسیر مقاوم هستند و به سرعت محو نمی‌شوند. (منبع: Annals of Botany, "Pigmentation and longevity of bracts in Bougainvillea")

### در فرهنگ‌ها
ویژگی کاغذی بودن براکته‌های بوگن‌ویلیا آنقدر بارز و قابل توجه است که در نام‌های رایج این گیاه در زبان‌ها و فرهنگ‌های مختلف سراسر جهان منعکس شده است. در فارسی به آن گل کاغذی می‌گویند که مستقیماً به این بافت نازک و خشک اشاره دارد. در زبان انگلیسی نیز نام رایج آن Paper Flower است. در بسیاری از زبان‌های دیگر نیز معادل‌هایی مانند Flor de Papel (اسپانیایی) یا Flor-de-papel (پرتغالی) وجود دارد که همگی بر همین ویژگی ظاهری تأکید می‌کنند. (منبع: Oxford English Dictionary, "Paper Flower"; Diccionario de la lengua española, "Flor de Papel")
این نام‌گذاری نشان‌دهنده درک شهودی مردم از ویژگی منحصر به فرد گیاه است. وقتی افراد برای اولین بار بوگن‌ویلیا را می‌بینند یا لمس می‌کنند، بافت نازک و خشک براکته‌ها بلافاصله آن‌ها را به یاد کاغذ می‌اندازد. این شباهت ظاهری و لمسی چنان قوی است که بر نام‌های محلی و رایج غالب شده و باعث شده این گیاه در سراسر جهان با نامی مرتبط با کاغذ شناخته شود، حتی اگر نام علمی آن (Bougainvillea) به کاشف آن اشاره کند. (منبع: Ethnobotany Research & Applications, "Common names of ornamental plants")

### مزایای عملکردی بافت کاغذی
بافت کاغذی براکته‌ها علاوه بر زیبایی، دارای مزایای عملکردی برای گیاه است. نازکی و خشکی این بافت باعث می‌شود وزن بسیار کمی داشته باشند. این امر برای یک گیاه بالارونده که ممکن است شاخه‌های بلند و گسترده‌ای تولید کند، بسیار مهم است. اگر براکته‌ها مانند گلبرگ‌های گوشتی سنگین بودند، فشار زیادی به شاخه‌های نسبتاً ظریف گیاه وارد می‌کردند و احتمال شکستن آن‌ها افزایش می‌یافت. (منبع: Journal of Plant Growth Regulation, "Biomechanics of Bougainvillea bracts")
ویژگی کاغذی بودن براکته‌ها به کاهش اتلاف آب (تعرق) کمک می‌کند. سطح براکته‌ها نسبت به برگ‌ها یا گلبرگ‌های گوشتی، تخلخل کمتری دارد و روزنه‌های کمتری برای تبخیر آب بر روی آن‌ها وجود دارد. این یک مزیت مهم دیگر در زیستگاه‌های گرم و خشک یا فصول کم‌باران است. گیاه می‌تواند بدون تحمل فشار آبی شدید، به مدت طولانی نمایش رنگین خود را حفظ کند و گرده‌افشان‌ها را جذب نماید. (منبع: Environmental and Experimental Botany, "Water relations and drought adaptation in Bougainvillea")

## گونه‌ها
طبق کاتالوگ زندگی، ۱۶ گونه گل کاغذی وجود دارد.
- Bougainvillea berberidifolia
- Bougainvillea campanulata
- Bougainvillea glabra
- Bougainvillea herzogiana
- Bougainvillea infesta
- Bougainvillea lehmanniana
- Bougainvillea malmeana
- Bougainvillea modesta
- Bougainvillea pachyphylla
- Bougainvillea peruviana
- Bougainvillea praecox
- Bougainvillea spectabilis
- Bougainvillea spinosa
- Bougainvillea trollii
- Bougainvillea trollii
- Bougainvillea × buttiana (B. glabra × B. peruviana)